# ТЕС Колонгра
ТЕС Колонгра — теплова електростанція на сході Австралії.
У 2009 році на майданчику станції, яка призначена для покриття пікових навантажень, ввели в дію чотири встановлені на роботу у відкритому циклі газові турбіни потужністю по 166 МВт.
Як паливо станція використовує природний газ, що надходить по перемичці від трубопроводу Сідней – Ньюкасл. Хоча відстань від останнього до майданчика ТЕС становить близько 8 кілометрів, загальна довжина перемички перевищує 13 кілометрів. Це пояснюється її подвійною функцією — не лише для транспортування палива, але й для його накопичення з метою забезпечити живлення станції в піковий період роботи. Як наслідок, проклали 4 кілометри труб з діаметром 250 мм та 9 кілометрів з діаметром аж 1050 мм. Саме ділянка більшого діаметру призначена для резервування ресурсу та фактично має три нитки (подвійний лупінг). Система отримала компресорну станцію, яка може підіймати тиск з 3,4 МПа до 13 МПа (що й дозволяє запасати ресурс).
Для видалення продуктів згоряння кожна газова турбіна має димар заввишки 35 метрів.
Видача продукції відбувається по ЛЕП, що працює під напругою 330 кВ.